# Steunpunt Archeologie en Monumenten Utrecht
Het Steunpunt Archeologie en Monumenten Utrecht is een organisatie in de Nederlandse provincie Utrecht die gemeenten ondersteunt bij de vormgeving van hun beleid op het gebied van ruimtelijk erfgoed. 
Het steunpunt geeft advies en bevordert uitwisseling van kennis aangaande cultureel erfgoed. 
In het steunpunt werken Landschap Erfgoed Utrecht en MooiSticht samen.

## Per provincie
In principe heeft elke provincie een provinciaal steunpunt cultureel erfgoed, een onafhankelijk instituut voor cultureel erfgoed in die provincie. Het biedt gemeenten hulp bij het vormgeven van cultuurhistorisch beleid en de ruimtelijke inpassing hiervan. Ook ondersteunt het particulieren. Onder cultureel erfgoed vallen archeologische objecten, monumenten en cultuurlandschap. De steunpunten zijn soms geïntegreerd met andere provinciale instanties, zoals de provinciale erfgoedinstelling.